# ジャガー・XJR-15

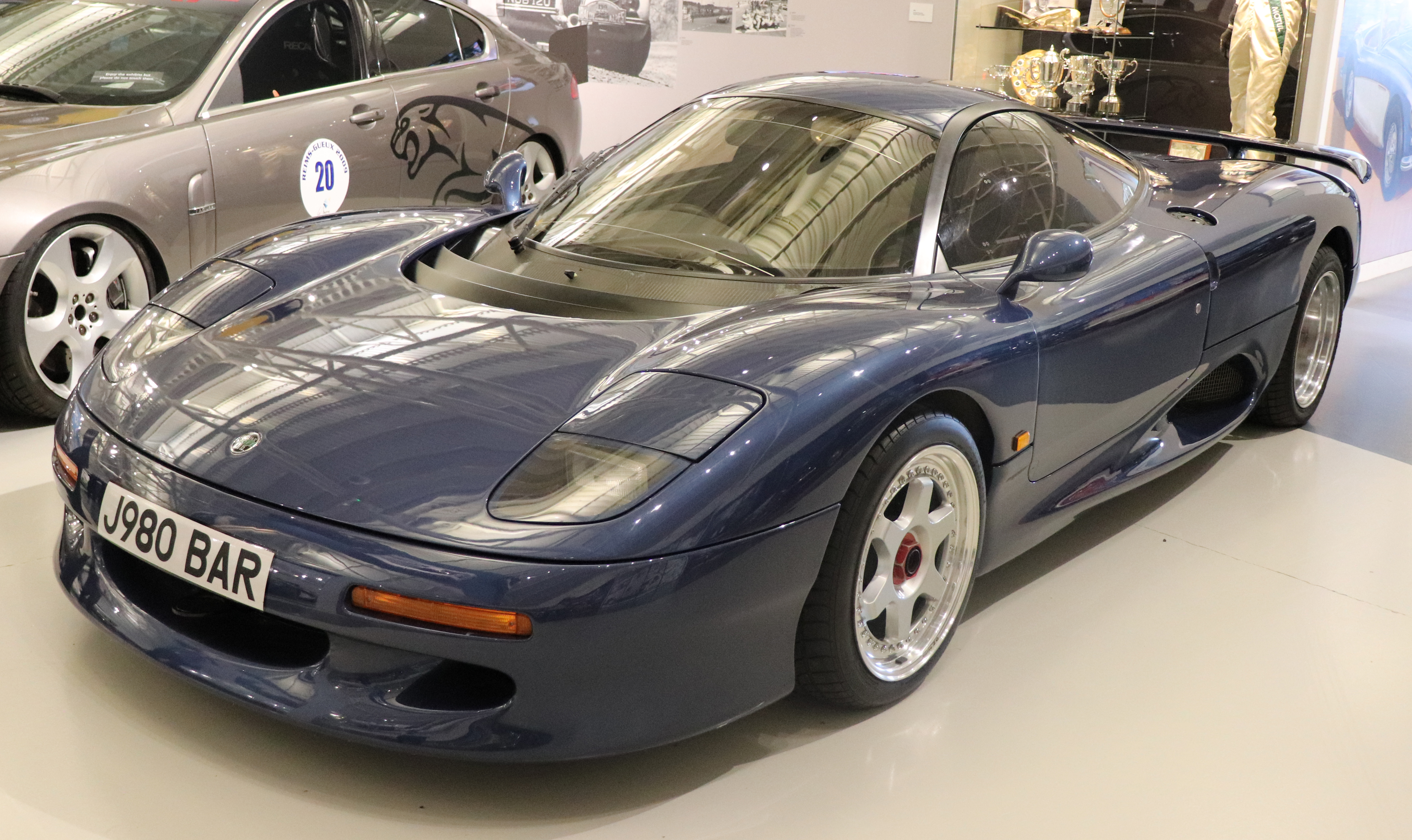
XJR-15

XJR-15は、イギリスの自動車メーカーであるジャガーがかつて販売していたスポーツカー。開発はトム・ウォーキンショー・レーシング（TWR）が手がけた。最終生産台数は53台。

## 概要

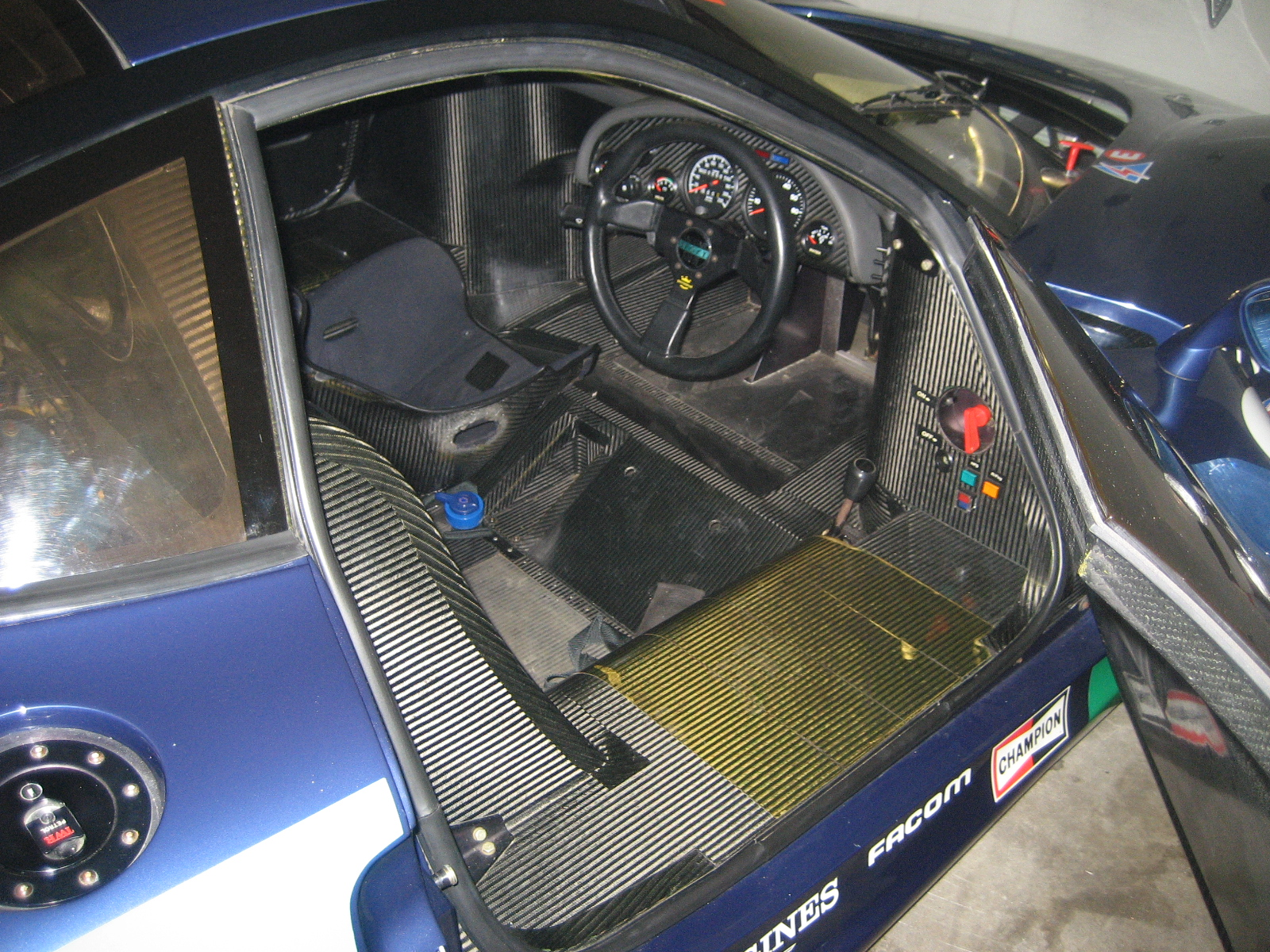
フルカーボンのインテリア

元々はTWRがF1のサポートレースとして、ポルシェ車による「ポルシェカップ」に類したジャガー車によるワンメイクレースを企画し、そのレース用の車両として50台限定の予定で開発されたという経緯を持つ。そのため公道走行が可能なスポーツカーでありながら、本来ジャガーの純レーシングカーに与えられる「XJR」の名を冠することとなった。
ベース車には、当時世界スポーツプロトタイプカー選手権（WSPC）やル・マン24時間レース等に参戦していたXJR-9が選ばれ、フレームやサスペンションなどが流用されている。デザイナーもXJR-9と同じトニー・サウスゲートが担当した。
排気量6 LのV型12気筒SOHCエンジンをミッドシップに搭載し、最高出力450馬力を発生する。これもIMSAシリーズに参戦していたXJR-9用のエンジンをデチューンしたもので、チューニング次第では700馬力まで出力を上げることも可能だったという。
その高い性能は、ほぼ同時期にジャガーが発表したXJ220と比較され、XJ220がV型6気筒ツインターボエンジンを搭載したのに対し、こちらはV型12気筒自然吸気エンジンを搭載したことからマニアの人気を集めた。また当初より市販車として開発されたXJ220に対し、XJR-15はその成り立ちから純レーシングカー並みの高い性能を持ちながらも公道走行が可能であるため、フラッグシップスポーツカーとしてXJ220をプッシュしたかったジャガーの思惑とは裏腹に、XJR-15が実質的なフラッグシップの地位を占めてしまった。そのため、販売面だけで言えば結果的にXJ220の足を引っ張る存在となった。実際、ジャガーとTWRは本車の販売終了と時を同じくして関係解消に至っており、徳大寺有恒は「（レーシングカー同様の車を）トムは売ってしまったので（ジャガーの）逆鱗に触れたんだろう」と指摘している。
なお、乗用車として考えた場合の居住性能は悪く、走行中でもドライバーの顔面を熱風が襲い、100 km/h以下の低速ではラジエーターの水温がすぐに110 ℃を超えるという。車内にはヘッドホンタイプのレシーバーが装備されているが、これも車内の騒音がひどいため、レシーバーがないと会話すらままならないためである。
後にXJR-15 LMと呼ばれるエボリューションモデルも開発された。エンジンがXJR-12に搭載されていたエンジンの発展形である7.4 L V型12気筒に変更され、最高出力も760馬力まで向上している。
日本には少なくとも1台が並行輸入され、『カーグラフィック』1991年9月号に笹目二朗による試乗記が掲載された。2017年現在、LMバージョンとして生産された全5台が日本国内に存在するという。

## 備考

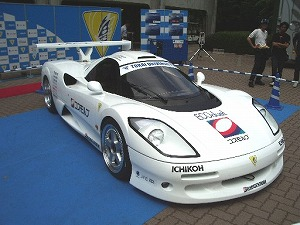
Study Car（東海大学）

1991年には、XJR-15によるワンメイクレースがモナコグランプリ、イギリスグランプリ、ベルギーグランプリと3戦開催された。
1997年に日産自動車とTWRがR390を共同開発した際、XJR-15がベース車両になったと伝えられている。
また、林義正が東海大学在籍中の2005年に制作した先行開発実験車両「Study Car」のベースとしてもXJR-15が用いられた。